# 110702 Titostagno
110702 Titostagno è un asteroide della fascia principale. Scoperto nel 2001, presenta un'orbita caratterizzata da un semiasse maggiore pari a 2,6853868 au e da un'eccentricità di 0,2410547, inclinata di 15,46716° rispetto all'eclittica.
L'asteroide è dedicato al giornalista italiano Tito Stagno.